# Rajdowe Mistrzostwa Ameryki Południowej
Rajdowe Mistrzostwa Ameryki Południowej CODASUR – to międzynarodowe rajdy samochodowe, które są organizowane przez Confederacion Deportiva Automovilismo Sudamericana (CODASUR) pod auspicjami FIA i odbywają się w Ameryce Południowej.

## Zwycięzcy
| Rok  | Kierowca             | Navegante           | Samochód                   |
| ---- | -------------------- | ------------------- | -------------------------- |
| 1997 | Gabriel Mendez       | Mario Villete       | Toyota Celica              |
| 1998 | Francisco Gorostiaga | Norman Dumot        | Lancia Delta Integrale     |
| 1999 | Cristian Roziak      | Hugo Tomás          |                            |
| 2000 | Marcos Ligato        | Ruben Garcia        | Subarú Impreza WRX         |
| 2001 | Federico Villagra    | Javier Villagra     | Mitsubishi Lancer Evo IV   |
| 2002 | Carlos Malarczuk     | Hugo Tomás          | Mitsubishi Lancer Evo VI   |
| 2003 | Francisco Gorostiaga | Victor Aguilera     | Toyota Corolla WRC         |
| 2004 | Ramón Ferreyros      | Ruben Garcia        | Subaru Impreza WRX STi     |
| 2005 | Juan Pablo Raies     | Jorge Perez Companc | Subaru Impreza WRX STi     |
| 2006 | Roberto Sánchez      | Edgardo Galindo     | Subaru Impreza WRX STi     |
| 2007 | Roberto Sánchez      | Edgardo Galindo     | Subaru Impreza WRX STi     |
| 2008 | Victor Galeano       | Diego Fabiani       | Mitsubishi Lancer Evo IX   |
| 2009 | Raúl Martínez        | Fernando Mussano    | Subaru Impreza WRX STi     |
| 2010 | Cristian Rosiak      | Hugo Tomas          | Mitsubishi Lancer Evo X    |
| 2011 | Gustavo Saba         | Víctor Aguilera     | Mitsubishi Lancer Evo X    |
| 2012 | Gustavo Saba         | Víctor Aguilera     | Mitsubishi Lancer Evo X R4 |
| 2013 | Gustavo Saba         | Víctor Aguilera     | Škoda Fabia S2000          |
| 2014 | Diego Domínguez      | Edgardo Galindo     | Ford Fiesta R5             |
| 2015 | Diego Domínguez      | Edgardo Galindo     | Ford Fiesta R5             |
| 2016 | Gustavo Saba         | Edgardo Galindo     | Škoda Fabia S2000          |
| 2017 | Gustavo Saba         | Edgardo Galindo     | Škoda Fabia R5             |
| 2018 | Gustavo Saba         | Fernando Mussano    | Škoda Fabia R5             |
| 2019 | Diego Dominguez Sr.  | Hector Nunes        | Hyundai i20 R5             |